# تونی رومینگر
تونی رومینگر (زادهٔ ۲۷ مارس ۱۹۶۱ در وایله دانمارک) رکابزن حرفه‌ای سابق سوئیسی است که در رشتهٔ دوچرخه‌سواری جاده فعالیت می‌کرد و توانست سه بار در سال‌های ۱۹۹۲ تا ۱۹۹۴ برندهٔ ووئلتا اسپانیا و یک بار در سال ۱۹۹۵ برندهٔ جیرو دیتالیا شود.
رومینگر دوچرخه‌سواری را دیر آغاز کرد. گفته می‌شود که به دلیل رقابت با برادرش تحریک شد که وارد دوچرخه‌سواری شود. او در تایم تریل، سربالایی و ریکاوری قدرتمند بود.
رومینگر در تور دو فرانس با میگل ایندوراین رقابت می‌کرد و در سال ۱۹۹۳ بر سکوی دوم ایستاد و برندهٔ پیراهن کوهستان شد. او با سه پیروزی در ووئلتا رکورددار بود تا این که روبرتو اراس توانست در سال ۲۰۰۵ چهارمین قهرمانی خود را در ووئلتا به دست آورد.
در سال ۱۹۹۴ رومینگر توانست دو بار رکورد یک‌ساعت رکابزنی را در مدت چند روز بشکند. او در پیست بوردو مسافت‌های ۵۳٫۸۳۲ کیلومتر و ۵۵٫۲۹۱ کیلومتر را در یک ساعت طی کرد.
رومینگر در سال ۱۹۹۷ به دلیل شکستگی ترقوه بازنشسته شد. او اکنون مدیر برنامهٔ ماتیاس براندل دوچرخه‌سوار اتریشی است.

## فعالیت حرفه‌ای

### پیروزی در ووئلتا: ۱۹۹۲–۱۹۹۴
در ووئلتا اسپانیای ۱۹۹۲، رومینگر در نخستین تایم تریل انفرادی به دلیل مصدومیت زانو حدود ۳ دقیقه زمان از دست داد. دو روز بعد در مهم‌ترین مرحلهٔ کوهستانی در پیرنه، رومینگر سایر رقیبان را در آخرین سربالایی پشت سر گذاشت و دومین نفری بود که از خط پایان آن مرحله گذشت. در آخرین تایم تریل، رومینگر توانست با عملکرد خوب خود، رهبر رده‌بندی اصلی شود. در آخرین مرحلهٔ کوهستانی نیز رومینگر به پیروزی رسید و در پایان مسابقه، به عنوان نخستین رکابزن سوئیسی که توانسته‌است برندهٔ ووئلتا اسپانیا شود، معرفی شد.
در سال ۱۹۹۳، رومینگر بخت نخست قهرمانی در ووئلتا بود. او نخستین حملهٔ خود را در مرحلهٔ ۱۱ انجام داد و با پیروزی در این مرحلهٔ کوهستانی حدود یک دقیقه از اختلاف خود با الکس زوله رهبر مسابقه را جبران کرد و فاصله را به ۱۸ ثانیه رساند. در مرحلهٔ کوهستانی والدزکارای، رومینگر توانست از زوله پیش بیفتد و رهبری را به دست گیرد. در آخرین مرحلهٔ کوهستانی نیز از ضعف زوله در سرپایینی بهره برد و برتری خود را به بیش از یک دقیقه افزایش داد. در آخرین مرحله که تایم تریل بود، زوله به پیروزی رسید؛ ولی نتوانست از رومینگر پیشی گیرد و در پایان مسابقه، رومینگر به دومین قهرمانی خود در ووئلتا دست یافت. رومینگر قهرمانی رده‌بندی کوهستان و رده‌بندی امتیازی را نیز به دست آورد و پس از ادی مرکس، به دومین رکابزنی تبدیل شد که توانسته‌است در یک مسابقهٔ گرند تور، برندهٔ هر سه رده‌بندی اصلی شود.
در همان سال، رومینگر در تور دو فرانس نیز شرکت کرد. ضعف تیم سی‌ال‌ای‌اس در تایم تریل تیمی مرحلهٔ چهارم باعث شد که سه دقیقه دیرتر از تیم نخست، از خط پایان بگذرند و رومینگر زمان زیادی را از دست داد. مرحلهٔ دهم، نخستین مرحلهٔ کوهستانی بود و در آلپ برگزار می‌شد. رومینگر حمله کرد تا زمان از دست رفته را جبران کند؛ ولی میگل ایندوراین او را تعقیب کرد و رومینگر با وجود پیروزی در مرحله، نتوانست برتری زمانی نسبت به ایندوراین کسب کند. در مرحلهٔ بعد نیز همین اتفاق افتاد و رومینگر جلوتر از ایندوراین برنده شد تا در رده‌بندی اصلی به رتبهٔ چهارم صعود کند. در مرحلهٔ ۱۵ که نخستین مرحلهٔ کوهستانی در پیرنه بود نیز تلاش رومینگر برای فاصله گرفتن با ایندوراین ناکام ماند؛ ولی در مرحلهٔ بعد، توانست اندکی از فاصلهٔ خود با ایندوراین را کاهش دهد. در مرحلهٔ ۱۹ که تایم تریل انفرادی بود، رومینگر به سومین پیروزی خود دست یافت و در رده‌بندی اصلی به رتبهٔ دوم رسید و توانست تنها سکوی خود در تور دو فرانس را به دست آورد.
در سال ۱۹۹۴ رومینگر برای سومین بار برندهٔ ووئلتا شد. او توانست برندهٔ هر سه تایم تریل مسابقه شود و در سه مرحلهٔ کوهستانی نیز به پیروزی رسید. رومینگر که در پرولوگ، پیراهن طلایی را به دست آورده‌بود، آن را تا پایان مسابقه حفظ کرد.

### جیرو دیتالیا: ۱۹۹۵
در سال ۱۹۹۵ رومینگر در ووئلتا شرکت نکرد، ولی در جیرو دیتالیا حضور یافت. برخی رومینگر را بخت نخست قهرمانی می‌دانستند. او توانست برندهٔ تایم تریل مرحلهٔ دوم شود و رهبری جیرو را به دست گیرد. در مرحلهٔ چهارم نیز در آخرین دور مسابقه، حمله کرد و پس از پشت سر گذاشتن گروه پیشتاز، برندهٔ مرحله شد. در انتهای مرحلهٔ هفتم نیز حمله کرد؛ ولی سایر رقیبان رده‌بندی اصلی واکنش نشان دادند. رومینگر در تایم تریل مرحلهٔ ۱۰ نیز پیروز شد و اختلاف خود با رقیبان را افزایش داد. او توانست در تایم تریل مرحلهٔ ۱۷ نیز به پیروزی دست یابد. در سایر مراحل نیز رومینگر توانست در برابر حملهٔ رکابزنان تعقیب‌کنندهٔ خود مقاومت کند و رهبری مسابقه را تا پایان حفظ کرد. در پایان مسابقه، رومینگر نخستین قهرمانی خود در جیرو دیتالیا را به دست آورد. افزون بر این، رومینگر برندهٔ رده‌بندی امتیازی نیز شد.

### سال‌های پایانی
رومینگر در سال ۱۹۹۶ در ووئلتا شرکت کرد و در پایان، بر سکوی سوم ایستاد. همچنین توانست برای دومین بار، برندهٔ پیراهن کوهستان این تور شود. او در همان سال در تور دو فرانس نیز شرکت کرد و توانست با دوم شدن در مرحلهٔ ۷، در رتبهٔ سوم رده‌بندی اصلی قرار گیرد. ولی در مرحلهٔ ۱۷ زمان زیادی را از دست داد و به رتبهٔ دهم سقوط کرد. در سال ۱۹۹۷ رومینگر در ووئلتا نتایج خوبی به دست نیاورد. سپس در تور دو فرانس شرکت کرد و پس از مرحلهٔ دوم، در حالی که در رتبهٔ چهارم قرار داشت، از مسابقه کناره‌گیری کرد و در همان سال، بازنشستگی خود را اعلام کرد.

## دستاوردها

### نتایج در گرند تورها
| گرند تور | ۱۹۸۶ | ۱۹۸۷   | ۱۹۸۸ | ۱۹۸۹   | ۱۹۹۰ | ۱۹۹۱ | ۱۹۹۲ | ۱۹۹۳ | ۱۹۹۴   | ۱۹۹۵ | ۱۹۹۶ | ۱۹۹۷   |
| -------- | ---- | ------ | ---- | ------ | ---- | ---- | ---- | ---- | ------ | ---- | ---- | ------ |
| ووئلتا   | -    | -      | -    | -      | ۱۶   | -    | ۱    | ۱    | ۱      | -    | ۳    | ۳۸     |
| جیرو     | ۹۷   | انصراف | ۴۴   | انصراف | -    | -    | -    | -    | -      | ۱    | -    | -      |
| تور      | -    | -      | ۶۸   | -      | ۵۷   | -    | -    | ۲    | انصراف | ۸    | ۱۰   | انصراف |